# 2002년 동계 올림픽 아제르바이잔 선수단
2002년 동계 올림픽 아제르바이잔 선수단은 미국 솔트레이크시티에서 개최된 2002년 동계 올림픽에 참가한 올림픽 아제르바이잔 선수단이다.

## 메달 집계

### 종목별 참가 선수 및 메달 집계

#### 종목별 메달 집계
| 종목          | 1 | 2 | 3 | 합계 |
| 알파인 스키   | 0 | 0 | 0 | 0    |
| 피겨 스케이팅 | 0 | 0 | 0 | 0    |
| 합계          | 0 | 0 | 0 | 0    |

#### 종목별 참가 선수
| 종목          | 참가 선수 | 1 | 2 | 3 | 메달 합계 |
| 알파인 스키   | 1         |   |   |   |           |
| 피겨 스케이팅 | 3         |   |   |   |           |
| 합계          | 4         | 0 | 0 | 0 | 0         |